# Lista dinozaurów P-Z
Alfabetyczna lista polskich nazw rodzajowych zwierząt uznawanych obecnie za dinozaury (z wyjątkiem ptaków). W przypadku braku polskiej nazwy dinozaur jest tu wymieniony pod nazwą systematyczną.

## P

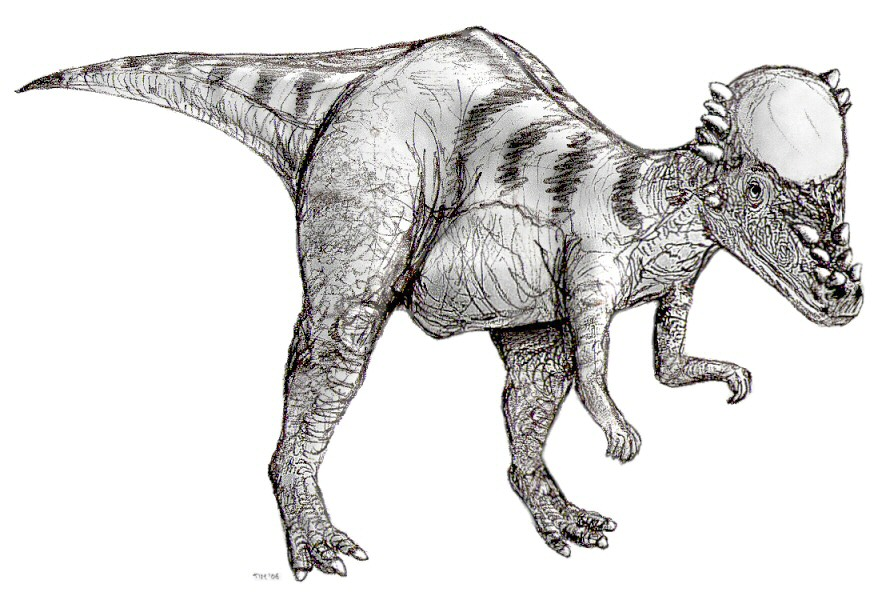
pachycefalozaur

- pachycefalozaur (Pachycephalosaurus)
- pachyrinozaur (Pachyrhinosaurus)
- Padillasaurus[1]
- paleopteryks (Palaeopteryx)
- paleoscynk (Palaeoscincus)
- Paludititan[2]
- paluksizaur (Paluxysaurus)
- Pampadromaeus[3]
- Pamparaptor
- Panamericansaurus[4]
- Pandoravenator[5]
- Panguraptor[6]
- panoplozaur (Panoplosaurus)
- Panphagia[7]
- pantydrako (Pantydraco)[8]
- Papiliovenator[9]
- Paralitherizinosaurus[10]
- paralitytan (Paralititan)[11]
- parantodon (Parhantodon)
- pararabdodon (Pararhabdodon)
- Paraxenisaurus[12]
- parazaurolof (Parasaurolophus)[13]
- Pareisactus[14]
- parksozaur (Parksosaurus)
- paronychodon (Paronychodon)
- Parrosaurus[15][16]
- parwikursor (Parvicursor)
- patagonyk (Patagonykus)
- Patagopelta[17]
- Patagotitan[18]
- patagozaur (Patagosaurus)[19]
- pawpawzaur (Pawpawsaurus)
- Pectinodon[20][21]
- Pedopenna[22]
- Pegomastax[23]
- pejszanzaur (Peishansaurus)
- pelekanimim (Pelecanimimus)[24]
- Peloroplites
- pelorozaur (Pelorosaurus)[25]
- pellegrinizaur (Pellegrinisaurus)
- Pendraig[26]
- penelopognat (Penelopognathus)[27]
- Pentaceratops
- Perijasaurus[28]
- Petrobrasaurus
- Petrustitan[29]
- Philovenator[30]
- Phuwiangosaurus
- Phuwiangvenator[31]
- piatnickizaur (Piatnitzkysaurus)[19]
- Pilmatueia[32]
- pinakozaur (Pinacosaurus)
- pisanozaur (Pisanosaurus) – przynależność do dinozaurów niepewna
- pitekunzaur (Pitekunsaurus)
- piwetozaur (Piveteausaurus)
- planikoksa (Planicoxa)[33]
- Plateosauravus[34]
- plateozaur (Plateosaurus)[35]
- Platyceratops
- Platypelta[36]
- Platytholus[37]
- Plesiohadros[38]
- pleurocel (Pleurocoelus)
- Pneumatoraptor[39]
- podokezaur (Podokesaurus)
- poekilopleuron (Poekilopleuron)
- polakant (Polacanthus)
- Portellsaurus[40]
- Powellvenator[41]
- Pradhania[42]
- prenocefal (Prenocephale)[43]
- Prenoceratops[44]
- prikonodon (Priconodon)
- priodontognat (Priodontognathus)
- Proa[45]
- probaktrozaur (Probactrosaurus)
- Probrachylophosaurus[46]
- proceratozaur (Proceratosaurus)
- Prodeinodon
- prokompsognat (Procompsognathus)
- Propanoplosaurus[47]
- Proplanicoxa[48]
- protarcheopteryks (Protarchaeopteryx)
- Protathlitis[49]
- protoawis (Protoavis)

- protoceratops (Protoceratops)

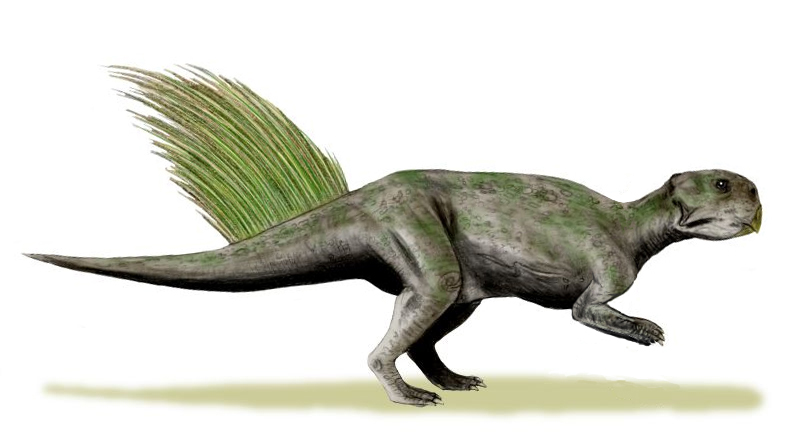
Psittacosaurus mongoliensis

- protognatozaur (Protognathosaurus)
- Protohadros[50]
- prozaurolof (Prosaurolophus)
- psitakozaur (Psittacosaurus)
- pterospondyl (Pterospondylus)
- puertazaur (Puertasaurus)[51]
- Pukyongosaurus
- Pulanesaura[52]
- Pulaosaurus[53]
- Punatitan[54]
- Pycnonemosaurus[55]
- Pyroraptor[56]

## Q

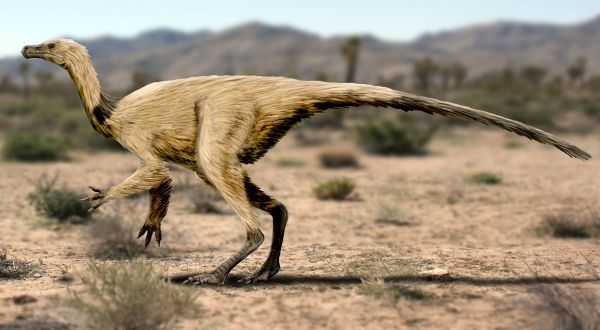
Qiupalong

- Qianjiangsaurus[57]
- Qianlong[58]
- Qianzhousaurus[59]
- Qiaowanlong[60]
- Qijianglong[61]
- Qingxiusaurus
- Qinlingosaurus
- Qiupalong[62]
- Qiupanykus[63]
- Quetecsaurus[64]
- Qunkasaura[65]

## R

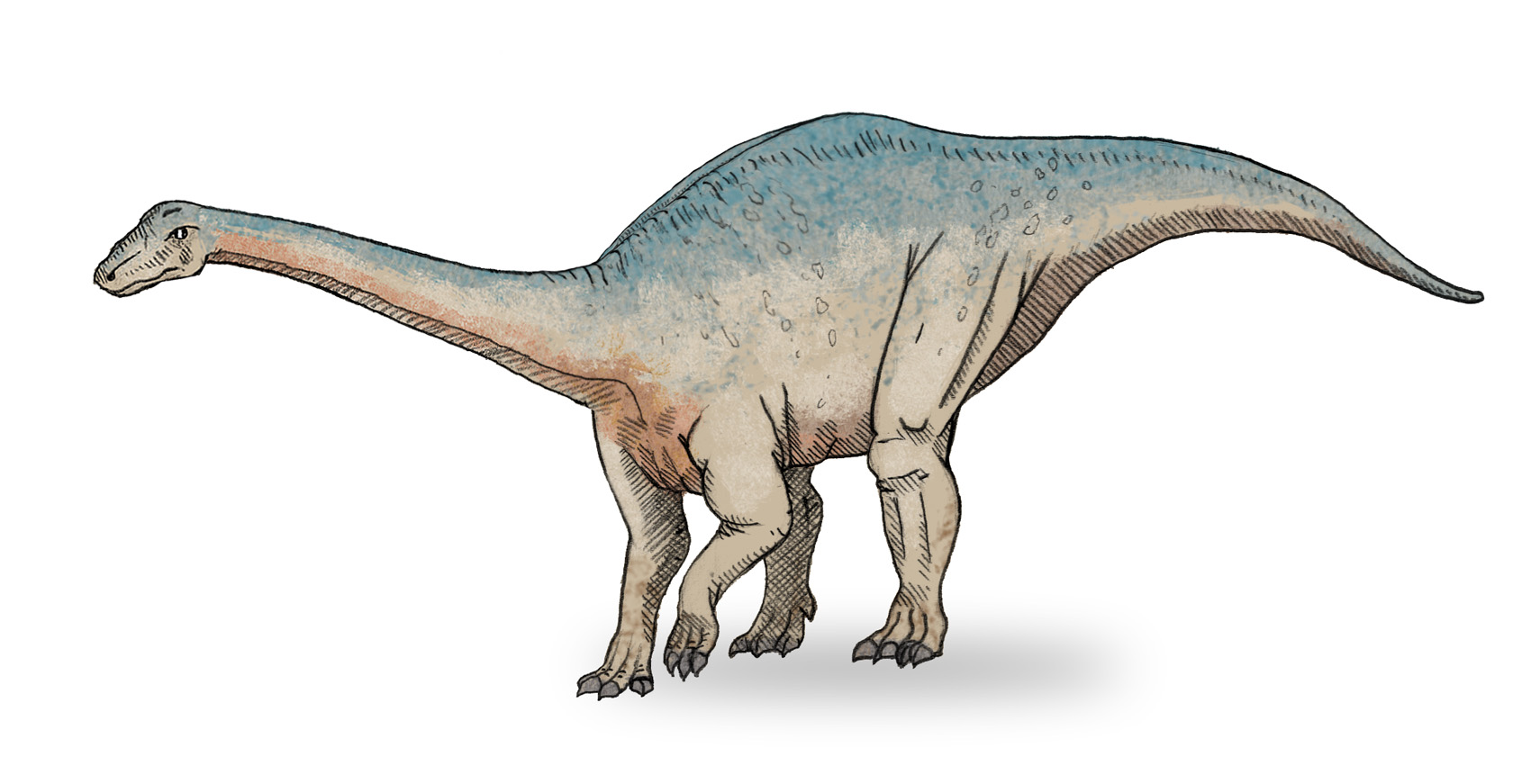
riochazaur

- rabdodon (Rhabdodon)
- radżazaur (Rajasaurus)[66]
- Rahiolisaurus[67]
- rahonawis (Rahonavis)[68][69]
- rajozozaur (Rayososaurus)[70]
- rapator (Rapator)[34]
- rapetozaur (Rapetosaurus)[71]
- Raptorex
- Ratchasimasaurus[72]
- Rativates[73]
- rebbachizaur (Rebbachisaurus)
- Regaliceratops[74]
- regnozaur (Regnosaurus)
- retozaur (Rhoetosaurus)
- Rhinorex[75]
- Rhomaleopakhus[76]
- Riabininohadros[77]
- rikardostezja (Ricardoestesia)
- Rinchenia
- riochazaur (Riojasaurus)
- Riojavenatrix[78]
- Riparovenator[79]
- rokazaur (Rocasaurus)
- Rubeosaurus[80]
- rueleja (Ruehleia)
- Rugocaudia[81]
- Rugops[82]
- Ruixinia[83]
- Rukwatitan[84]
- Ruyangosaurus[85]
- rynkonzaur (Rinconsaurus)[86]

## S
- Sahaliyania[87].
- sajchania (Saichania)

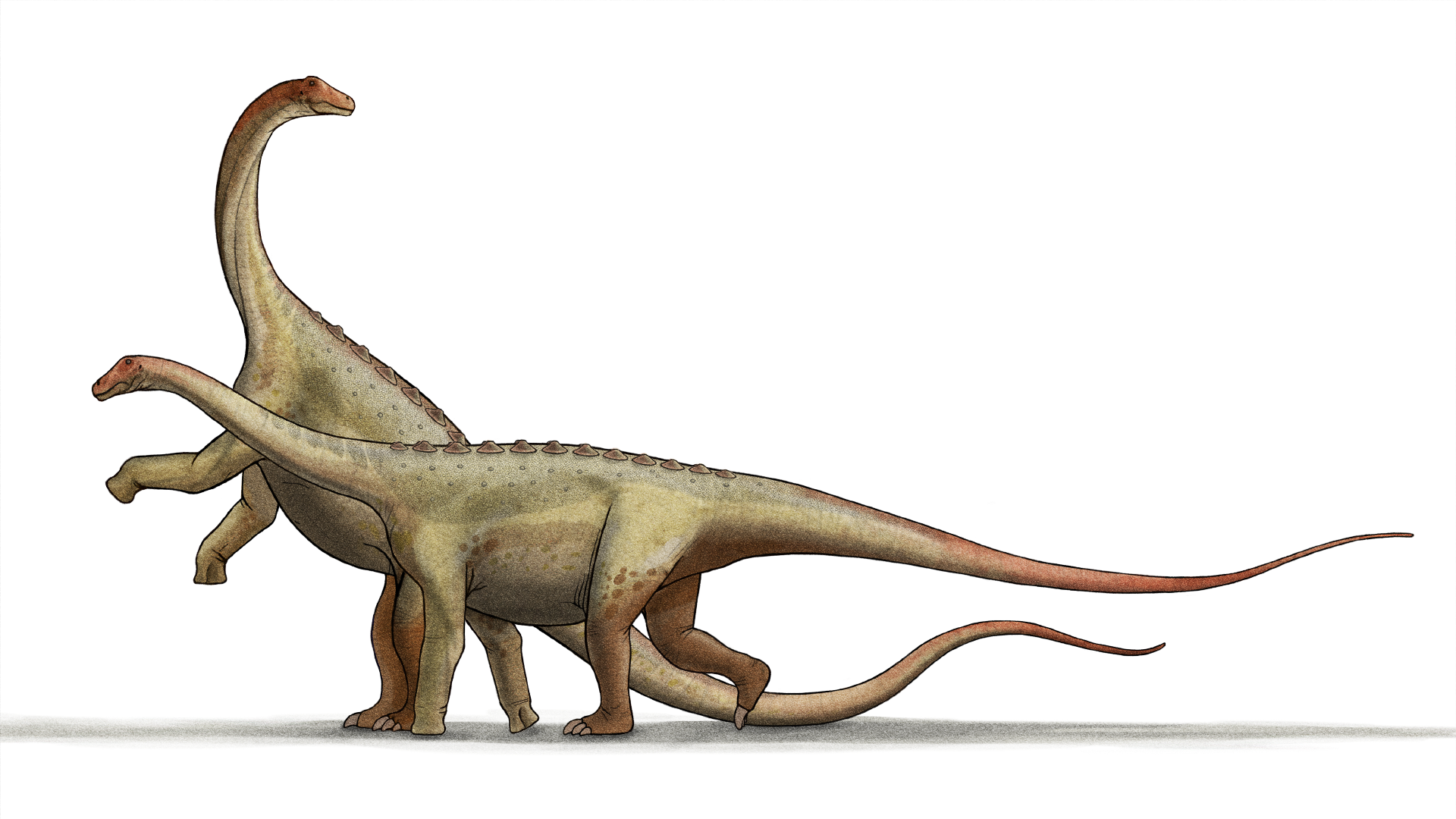
saltazaury

- Sacisaurus – przynależność do dinozaurów wątpliwa
- saltazaur (Saltasaurus)[88]
- Saltopus – przynależność do dinozaurów wątpliwa
- Saltriovenator[89]
- Sanjuansaurus[90]
- Sanpasaurus[91][92]
- Santanaraptor[93]
- Sanxiasaurus[94]
- Sarahsaurus[95]
- sarkolest (Sarcolestes)
- sarkozaur (Sarcosaurus)
- Sarmientosaurus[96]
- Sasayamagnomus[97]
- Saturnalia[98]
- Sauroniops[99]
- Savannasaurus[100]
- scelidozaur (Scelidosaurus)
- Schleitheimia[101]
- Sciurumimus[102]
- Scolosaurus[103][104][105]
- scypionyks (Scipionyx)[106]
- secernozaur (Secernosaurus)[107]
- Sefapanosaurus[108]
- segizaur (Segisaurus)
- segnozaur (Segnosaurus)
- Seitaad[109]
- sejsmozaur
- Sektensaurus[110]
- Sellacoxa[48]
- sellozaur (Sellosaurus)
- serendipaceratops (Serendipaceratops)[111]
- Serikornis[112]
- sferotol (Sphaerotholus)
- Shanxia[113]
- Shaochilong[114]
- Shenzhousaurus[115]
- Shidaisaurus[116]
- Shingopana[117]
- Shishugounykus[118]
- Shixinggia
- Shri[119]
- Shuangbaisaurus[120]
- Siamodon[121]
- Siamraptor[122]
- siaozaur (Xiaosaurus)
- Siats[123]
- Sibirotitan[124]
- Sidersaura[125]
- Sierraceratops[126]
- sigilmassazaur (Sigilmassasaurus)
- silezaur (Silesaurus)[127] – przynależność do dinozaurów wątpliwa
- siluozaur (Siluosaurus)
- Silutitan[128]
- similikaudipteryks (Similicaudipteryx)
- Sinankylosaurus[129]
- sinocelur (Sinocoelurus)
- Sinocephale[130]
- Sinoceratops[131]
- sinokaliopteryks (Sinocalliopteryx)[132]
- sinornitoid (Sinornithoides)[133]
- sinornitomim (Sinornithomimus)
- sinornitozaur (Sinornithosaurus)[134]
- Sinotyrannus[135]
- sinowenator (Sinovenator)[136]
- sinozaur (Sinosaurus)
- sinozauropteryks (Sinosauropteryx)
- sinraptor (Sinraptor)[137]
- sinusonaz (Sinusonasus)[138]
- Sirindhorna[139]
- siuanhanozaur (Xuanhanosaurus)
- siuanhuaceratops (Xuanhuaceratops)
- skansoriopteryks (Scansoriopteryx)
- skorpiowenator (Skorpiovenator)[140]

- skutellozaur (Scutellosaurus)
- Smitanosaurus[141]
- sonidozaur (Sonidosaurus)
- sonorazaur (Sonorasaurus)
- Soriatitan[142]
- Spectrovenator[143]
- Spiclypeus[144]
- Spicomellus[145]
- Spinophorosaurus[146]
- Spinops[147]
- spinostrof (Spinostropheus)[82]
- spinozaur (Spinosaurus)[148]

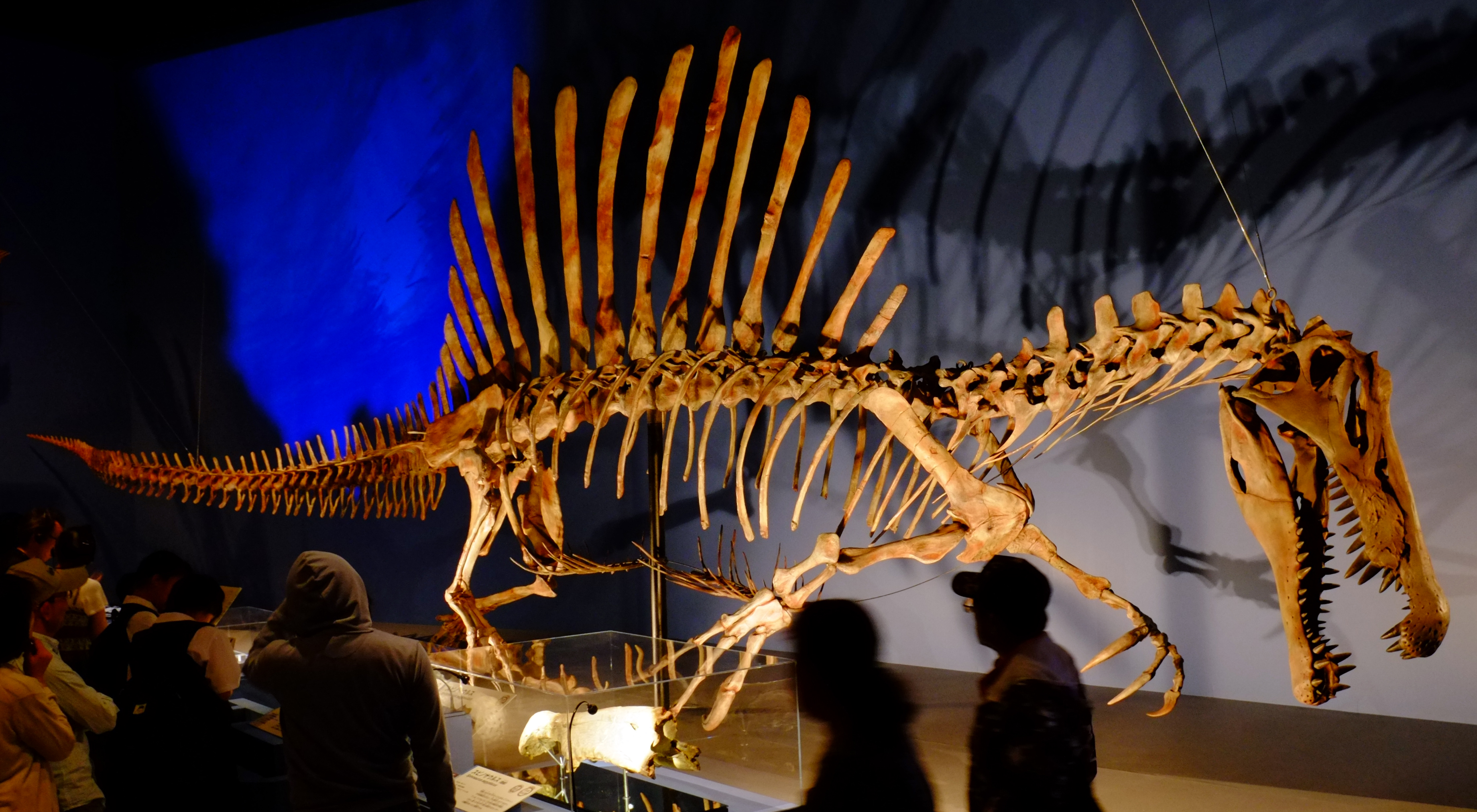
Spinozaur

- spondylosoma (Spondylosoma) – przynależność do dinozaurów wątpliwa
- staurikozaur (Staurikosaurus)
- stegoceras (Stegoceras)
- Stegouros[149].
- stegozaur (Stegosaurus)[150]
- Stellasaurus[151]
- stenopeliks (Stenopelix)
- stoksozaur (Stokesosaurus)[152]
- stormbergia (Stormbergia)[153]
- streptospondyl (Streptospondylus)
- strutiomim (Struthiomimus)
- strutiozaur (Struthiosaurus)
- stygimoloch (Stygimoloch)[154]
- styrakozaur (Styracosaurus)
- suchomim (Suchomimus)[155]
- suchozaur (Suchosaurus)
- superzaur (Supersaurus)[156]
- Suskityrannus[157]
- suwasea (Suuwassea)[158]
- Suzhousaurus[159]
- syczuanozaur (Szechuanosaurus)
- syjamotyran (Siamotyrannus)[160]
- syjamozaur (Siamosaurus)
- sylwizaur (Silvisaurus)
- szamozaur (Shamosaurus)
- szanag (Shanag)[161]
- szanjangozaur (Shanyangosaurus)
- szantungozaur (Shantungosaurus)
- szuangmiaozaur (Shuangmiaosaurus)
- szunozaur (Shunosaurus)
- szuwuja (Shuvuuia)[162]

## T
- Tachiraptor[163]
- Taleta[164]
- Talos[165]
- talarur (Talarurus)
- Talenkauen[166]
- Tamarro[167]
- Tambatitanis[168]
- Tameryraptor[169]
- Tangvayosaurus
- tanius (Tanius)
- tanikolagrez (Tanycolagreus)[170]
- Taohelong[171]
- Tapuiasaurus[172]
- taraskozaur (Tarascosaurus)[173]
- tarbozaur (Tarbosaurus)
- tarchia (Tarchia)
- tastawinzaur (Tastavinsaurus)[174]
- Tatankacephalus[175]
- Tatankaceratops[176]
- Tataouinea[177]
- tatizaur (Tatisaurus)
- Taurovenator[178]
- Tawa[179]
- tawejrozaur (Taveirosaurus)
- tazoudazaur (Tazoudasaurus)[180]

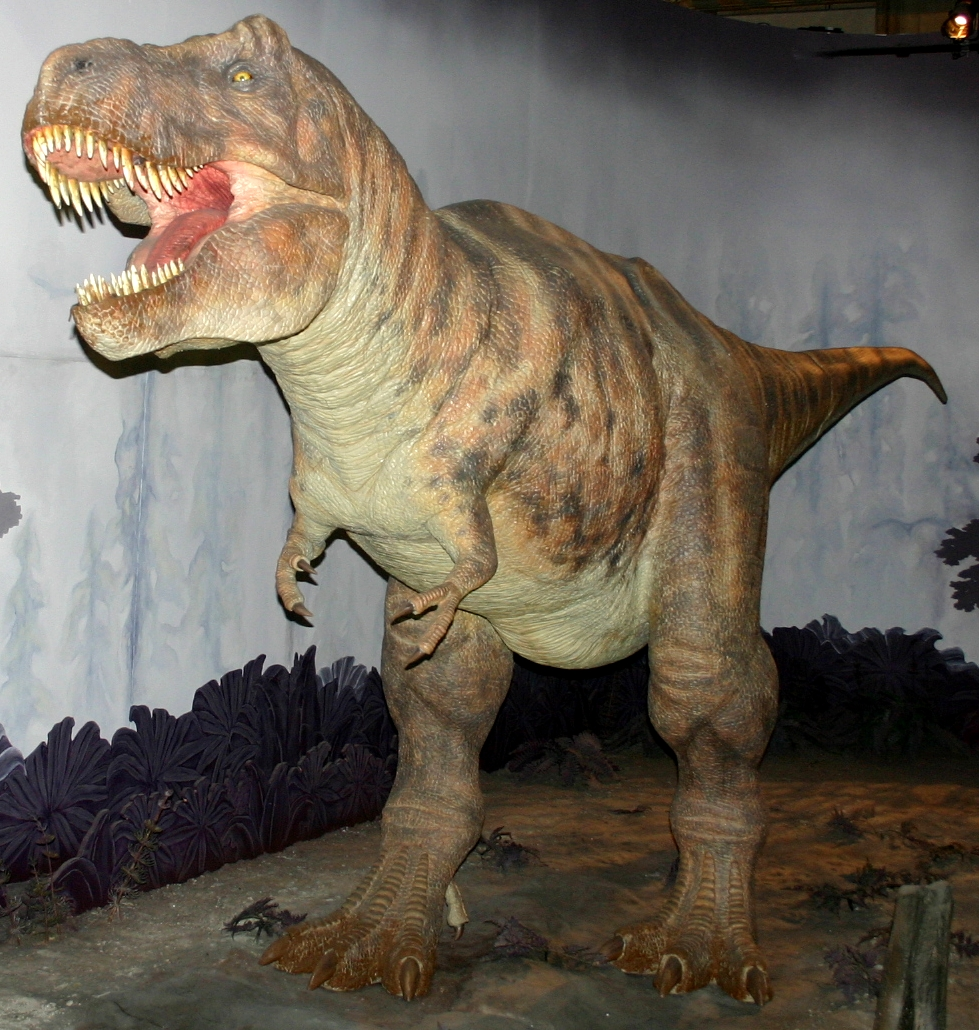
model tyranozaura

- technozaur (Technosaurus) – przynależność do dinozaurów wątpliwa
- tehuelczezaur (Techuelchesaurus)[181]
- teiofytalia (Theiophytalia)[182]
- tejuwazu (Teyuwasu) – przynależność do dinozaurów niepewna

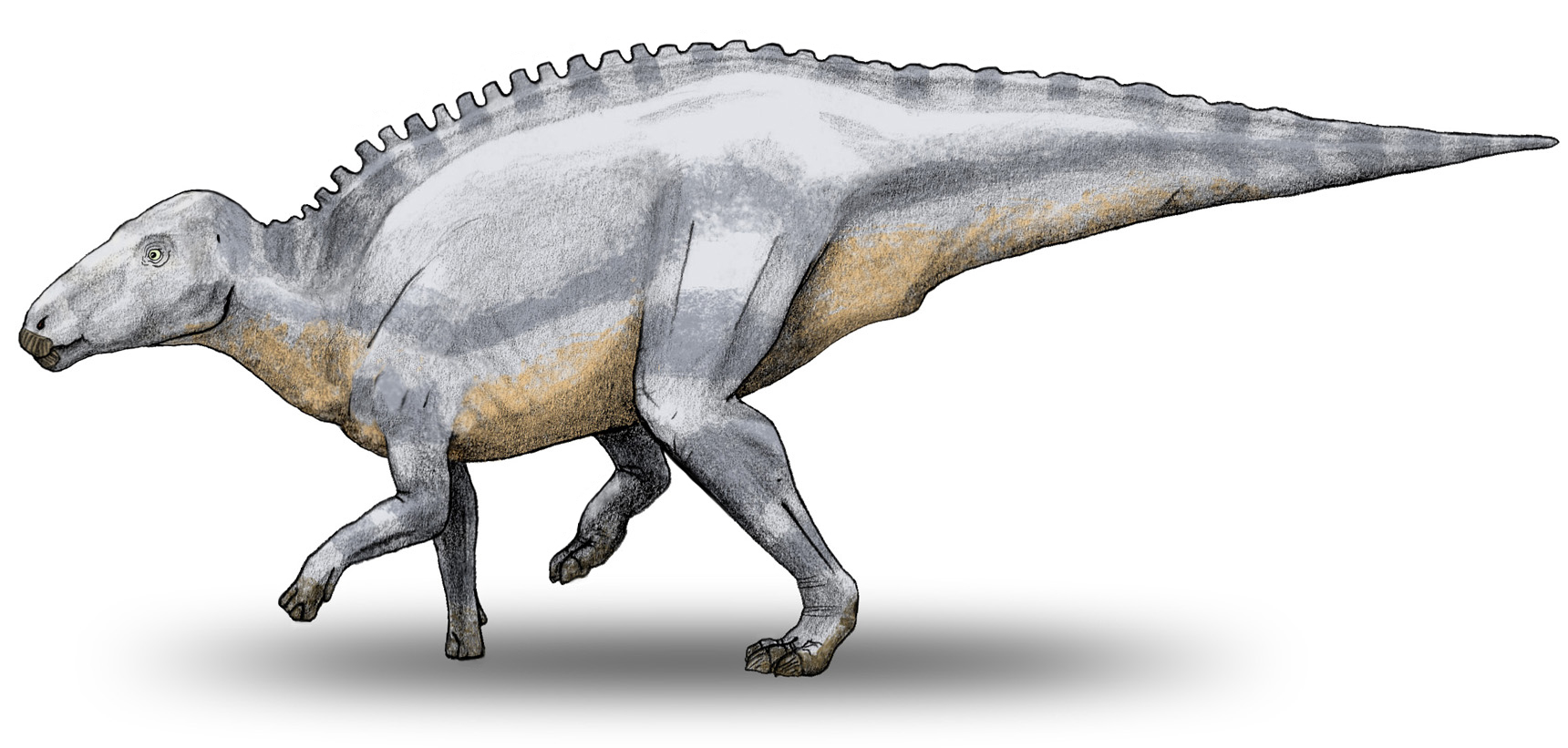
telmatozaur

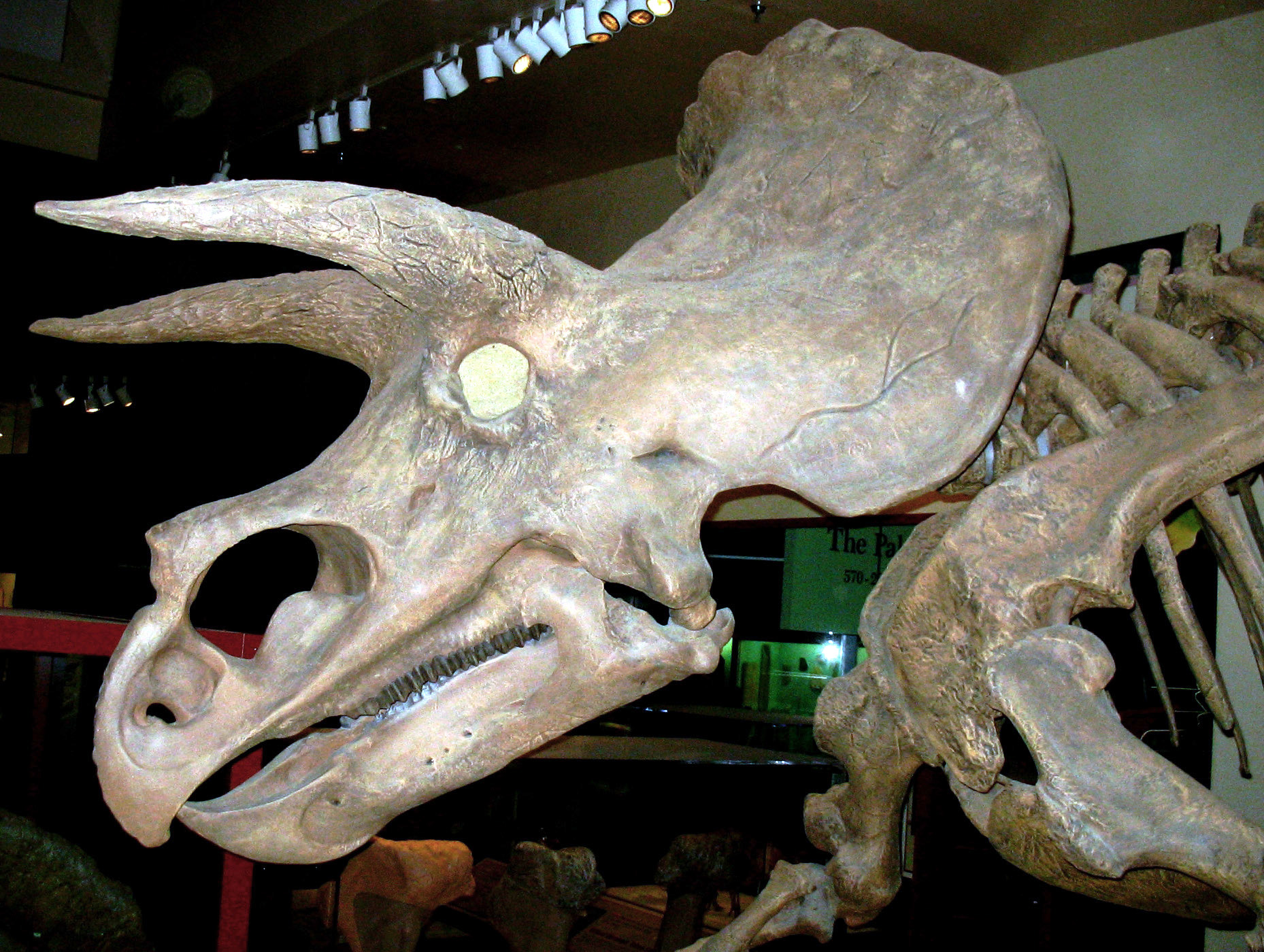
fragment szkieletu triceratopsa

- tekodontozaur (Tecodonthosaurus)
- teksaset (Texasetes)

- telmatozaur (Telmatosaurus)
- tendaguria (Tendaguria)[183]
- Tengrisaurus[184]
- tenontozaur (Tenontosaurus)[185]
- Teratophoneus[186]
- terizinozaur (Therizinosaurus)
- Terminocavus[187]
- tescelozaur (Thescelosaurus)
- tespezjus (Thespesius)
- Tethyshadros[188]
- Texacephale[189]
- Thanatotheristes[190]
- Thanos[191]
- Tharosaurus[192]
- Thyreosaurus[193]
- Tiamat[194]
- Tianyulong[195]
- Tianyuraptor[196]
- Tianzhenosaurus
- tienczizaur (Tianchisaurus)
- tienszanozaur (Tienshanosaurus)
- Tietasaura[197]
- timimus (Timimus)
- Timurlengia[198]
- Titanoceratops[199]
- Titanomachya[200]
- Tlatolophus[201]
- tochizaur (Tochisaurus)
- Tonganosaurus[202]
- Tongnanlong[203]
- Tongtianlong[204]
- tonouchizaur (Tonouchisaurus)
- tornieria (Tornieria)
- torozaur (Torosaurus)
- torwozaur (Torvosaurus)[205]
- Tototlmimus[206]
- trachodon (Trachodon)
- Tralkasaurus[207]
- Transylvanosaurus[208]
- Tratayenia[209]
- Traukutitan[210]

- triceratops (Triceratops)[211]
- Trierarchuncus[212]
- trimukrodon (Trimucrodon)
- Trinisaura[213]
- Triunfosaurus[214]
- troodon (Troodon)
- trygonozaur (Trigonosaurus)
- Tsagantegia
- Tsaagan[215]
- tsintaozaur (Tsintaosaurus)
- Tuebingosaurus[216]
- tuguluzaur (Tugulusaurus)
- tuodziengozaur (Tuojiangosaurus)
- turanoceratops (Turanoceratops)
- turiazaur (Turiasaurus)[217]
- tylocefal (Tylocephale)[43]
- Tyrannomimus[218]
- tyranotytan (Tyrannotitan)[219]
- tyranozaur (Tyrannosaurus)[220]
- tytanozaur (Titanosaurus)

## U

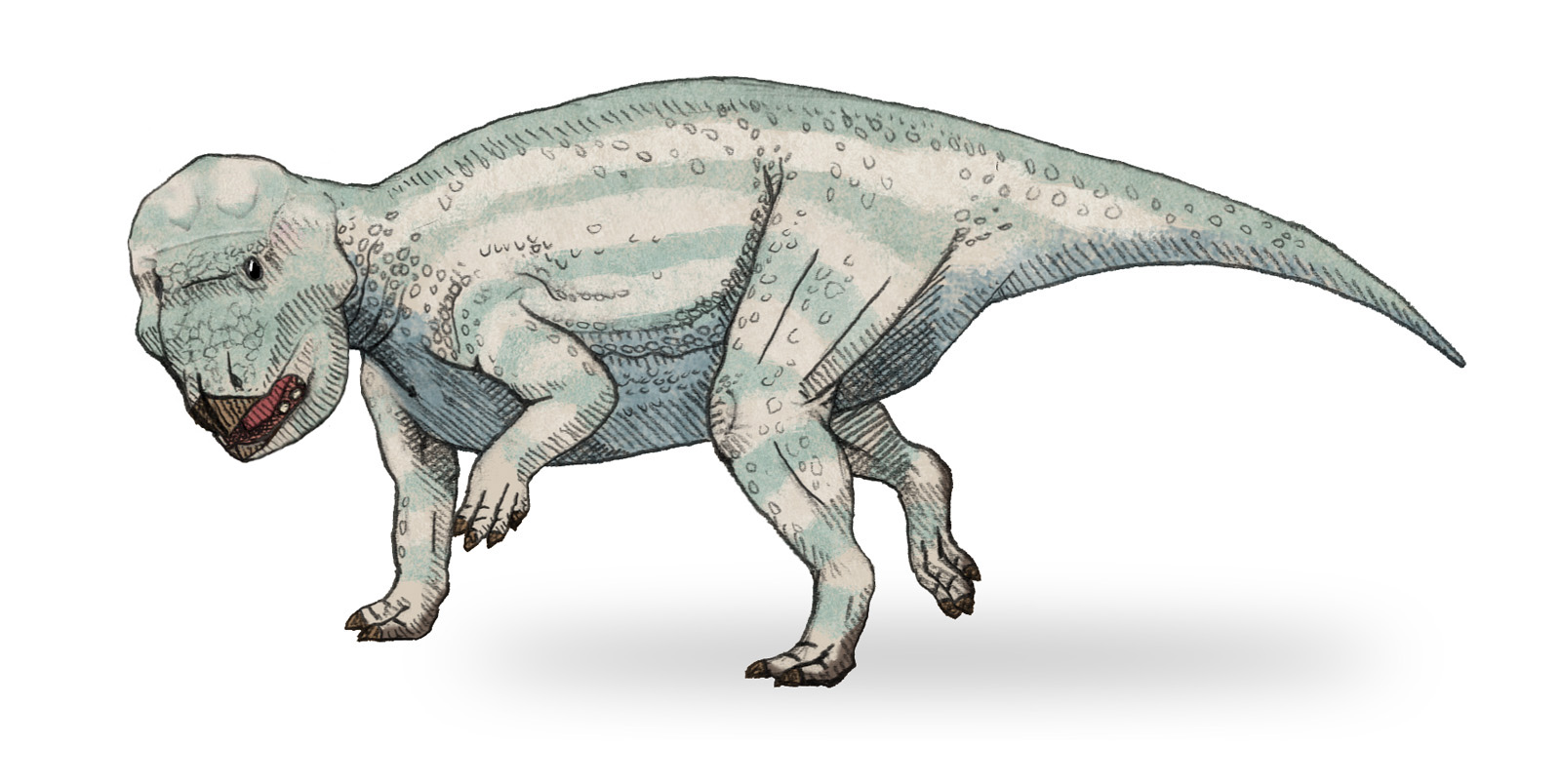
udanoceratops

- uberabatytan (Uberabatitan)[221]
- Ubirajara[222]
- udanoceratops (Udanoceratops)[223]
- Udelartitan[224]
- Ugrunaaluk[225]
- ultrazaur (Ultrasaurus)
- Ulughbegsaurus[226]
- unajzaur (Unaysaurus)[227]
- unenlagia (Unenlagia)[228]
- Unescoceratops[229]
- unkwillozaur (Unquillosaurus)
- uranozaur (Ouranosaurus)
- urbakodon (Urbacodon)
- Uriash[29]
- Utahceratops[230]
- utahraptor (Utahraptor)[231]
- Uteodon[232]

## V

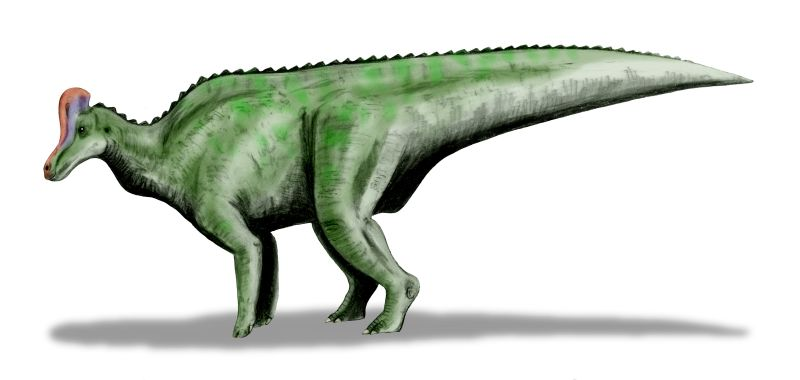
Velafrons

- Vagaceratops[230]
- Vahiny[233]
- Vallibonavenatrix[234]
- Vayuraptor[31]
- Vectaerovenator[235]
- Vectidromeus[236]
- Vectipelta[237]
- Vectiraptor[238]
- Velafrons[239]
- Velocipes[34][240]
- Vespersaurus[241]
- Veterupristisaurus[242]
- Viavenator[243]
- Vitakridrinda
- Volgatitan[244]
- Vouivria[245]

## W

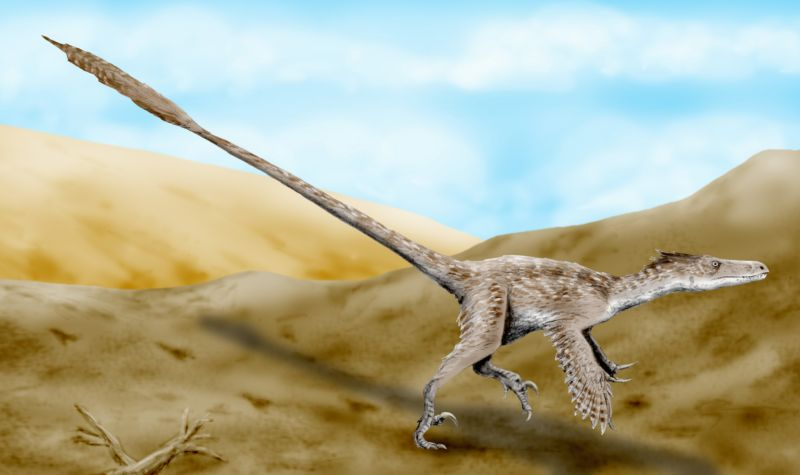
welociraptor

- wakinozaur (Wakinosaurus)
- waldoraptor (Valdoraptor)
- waldozaur (Valdosaurus)
- walgettozuch (Walgettosuchus)[34]
- Wamweracaudia[246]
- wannanozaur (Vannanosaurus)
- wariraptor (Variraptor)[247]
- Weewarrasaurus[248]
- welociraptor (Velociraptor)[249]
- welocizaur (Velocisaurus)[250]
- Wendiceratops[251]
- wenenozaur (Venenosaurus)[252]
- Wiehenvenator[253]
- Willinakaqe[254]
- Wintonotitan[255]
- Wudingloong[256]
- wuerhozaur (Wuerhosaurus)
- wulagazaur (Wulagasaurus)
- Wulatelong[257]
- wulkanodon (Vulcanodon)[258]
- Wulong[259]

## X

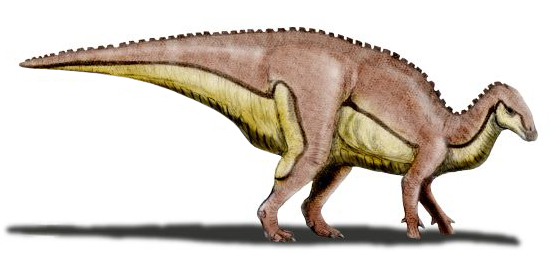
Xuwulong

- Xenoceratops[260]
- Xianshanosaurus
- Xiaotingia[261]
- Xingtianosaurus[262]
- Xingxiulong[263]
- Xinjiangovenator[264]
- Xinjiangtitan[265]
- Xiongguanlong[266]
- Xixianykus[267]
- Xixiasaurus[268]
- Xixiposaurus[269]
- Xiyunykus[270]
- Xunmenglong[271]
- Xuwulong[272]

## Y

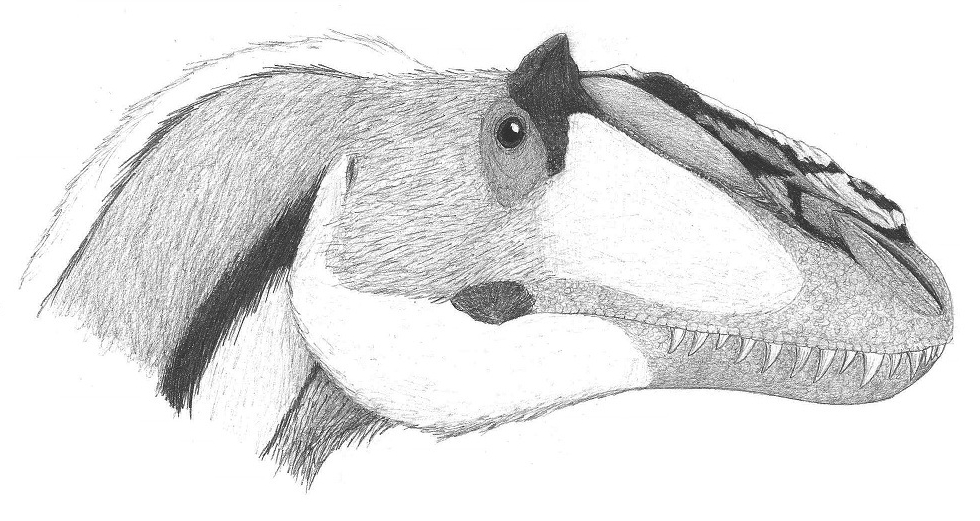
Yutyrannus

- Yamanasaurus[273]
- Yamatosaurus[274]
- Yanbeilong[275]
- Yehuecauhceratops[276]
- Yi[277]
- Yimenosaurus
- Yixianosaurus[278]
- Yizhousaurus[279]
- Yongjinglong[280]
- Ypupiara[281]
- Yuanmouraptor[282]
- Yuanmousaurus
- Yuanyanglong[283]
- Yueosaurus
- Yulong[284]
- Yunganglong[285]
- Yunmenglong[286]
- Yunyangosaurus[287]
- Yurgovuchia[288]
- Yutyrannus[289]
- Yuxisaurus[290]
- Yuzhoulong[291]

## Z
- zalmokses (Zalmoxes)
- Zanabazar[292]
- zapalazaur (Zapalasaurus)[293]
- Zapsalis[294][21]
- Zaraapelta[295]
- zaurofaganaks (Saurophaganax)
- zaurolof (Saurolophus)
- zauropelta (Sauropelta)[185]
- zauroplit (Sauroplites)
- zauroposejdon (Sauroposeidon)[296]
- zaurornitoid (Saurornithoides)[249]

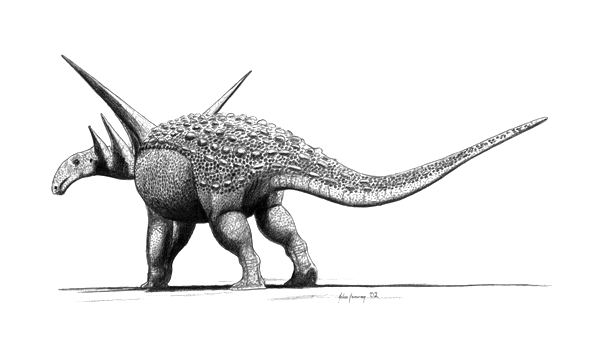
zauropelta

- zaurornitolest (Saurornitholestes)

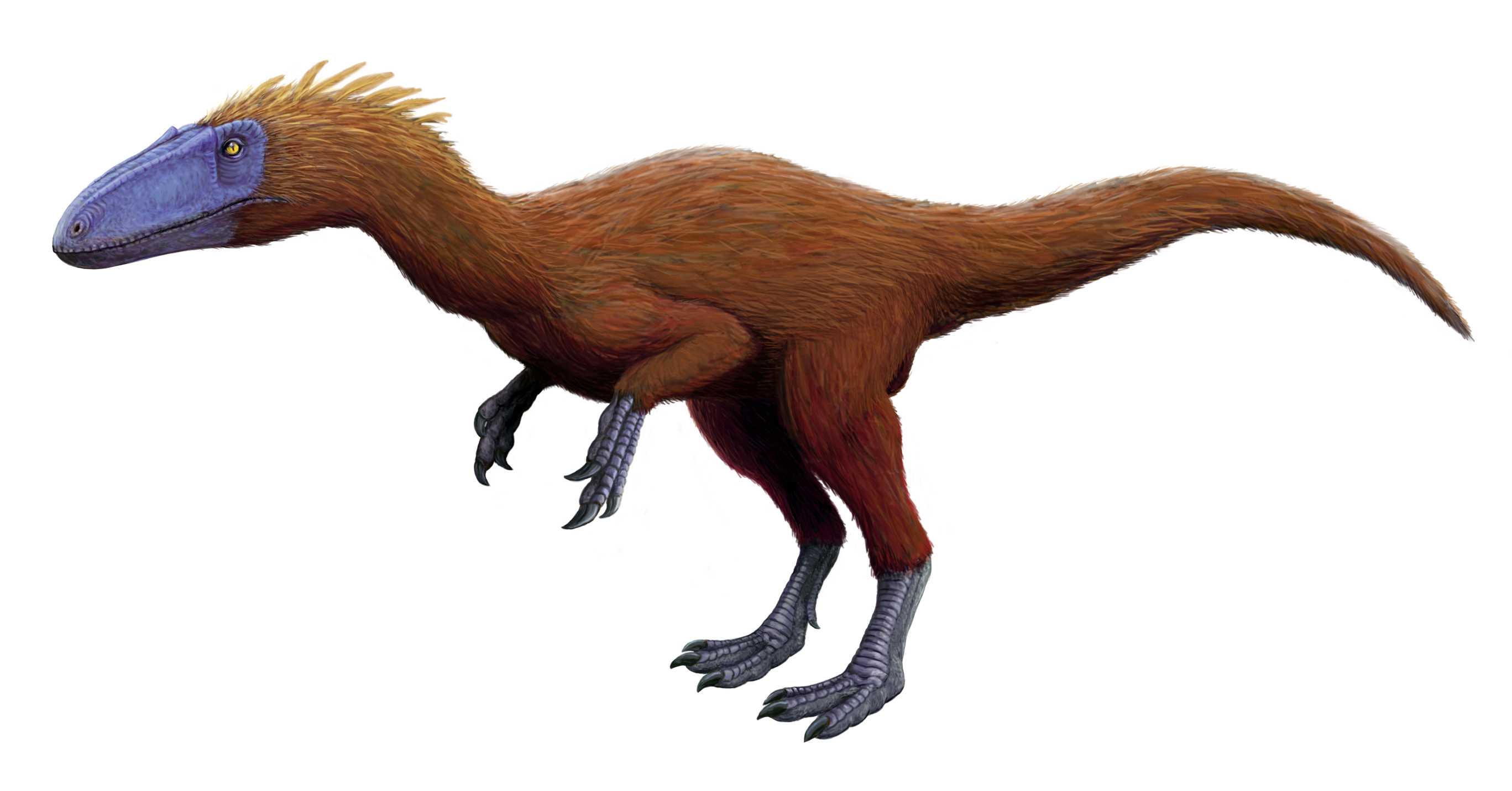
Zuolong

- Zby[297]
- zefirozaur (Zephyrosaurus)
- Zhanghenglong[298]
- Zhenyuanlong[299]
- Zhongjianosaurus[300]
- Zhongyuansaurus[301]
- Zhuchengceratops[302]
- Zhuchengosaurus
- Zhuchengtitan[303]

- Zhuchengtyrannus[304]
- Ziapelta[305]
- Zizhongosaurus
- Zuniceratops[306]
- Zuolong[307]
- Zuoyunlong[308]
- zupajzaur (Zupaysaurus)[309]
- Zuul[310]